# Ismail Gulgee
Ismail Gulgee (25 de octubre de 1926 - 16 de diciembre de 2007) fue un pintor pakistaní.
Se inició en el retrato, siendo sus obras más importantes los de la Familia Real afgana a finales de la década de 1950, para pasar posteriormente a la pintura abstracta. Los críticos asociaron su estilo al action painting estadounidense con notables influencias de la caligrafía islámica. Fue considerado en su país uno de los mejores pintores del siglo XX. Su cuerpo, junto con el de su mujer y su criada, aparecieron estrangulados en su residencia de Karachi.